# الضيق (مأرب)
الضيق هي إحدى قرى الجمهورية اليمنية. وهي تتبع جغرافيًا لمحافظة مأرب. وإداريًا لمديرية صرواح. يبلغ تعداد سكانها 1192 نسمة حسب الإحصاء الذي أجري عام 2004.